# هنری دانیل
هنری دانیل (انگلیسی: Henry Daniell؛ ۵ مارس ۱۸۹۴ – ۳۱ اکتبر ۱۹۶۳) یک هنرپیشه اهل بریتانیا بود.

## فیلم‌شناسی
از فیلم‌ها یا برنامه‌های تلویزیونی که وی در آن نقش داشته است می‌توان به شورش در کشتی بونتی، دیکتاتور بزرگ، شاهدی برای تعقیب، شرلوک هولمز و سلاح سری، داستان فیلادلفیا، شرلوک هولمز در واشنگتون، تماشای راین، زن سبزپوش، کمیل، شرلوک هولمز و بانگ وحشت، جین ایر، شور زندگی، سینوهه، همه اینها به اضافه بهشت، ماری آنتوانت، کومانچروها، در لباسی خیره‌کننده و سفر به قعر دریا اشاره کرد.